# 사스키아 베스터
사스키아 베스터(Saskia Vester, 1959년 7월 24일 ~ )는 독일의 배우, 연극 배우, 영화배우이다.
자르브뤼켄에서 태어났다.

## 영화
- 비트 비트 하트 (2016년)
- 나의 가족 나의 도시 (2011년)
- 아일라 (2010년) - 아이리스 역
- 죽음의 결단 (2006년)
- 가이스 앤 볼스 (2004년)
- 아남 (2001년)